# 아말렉

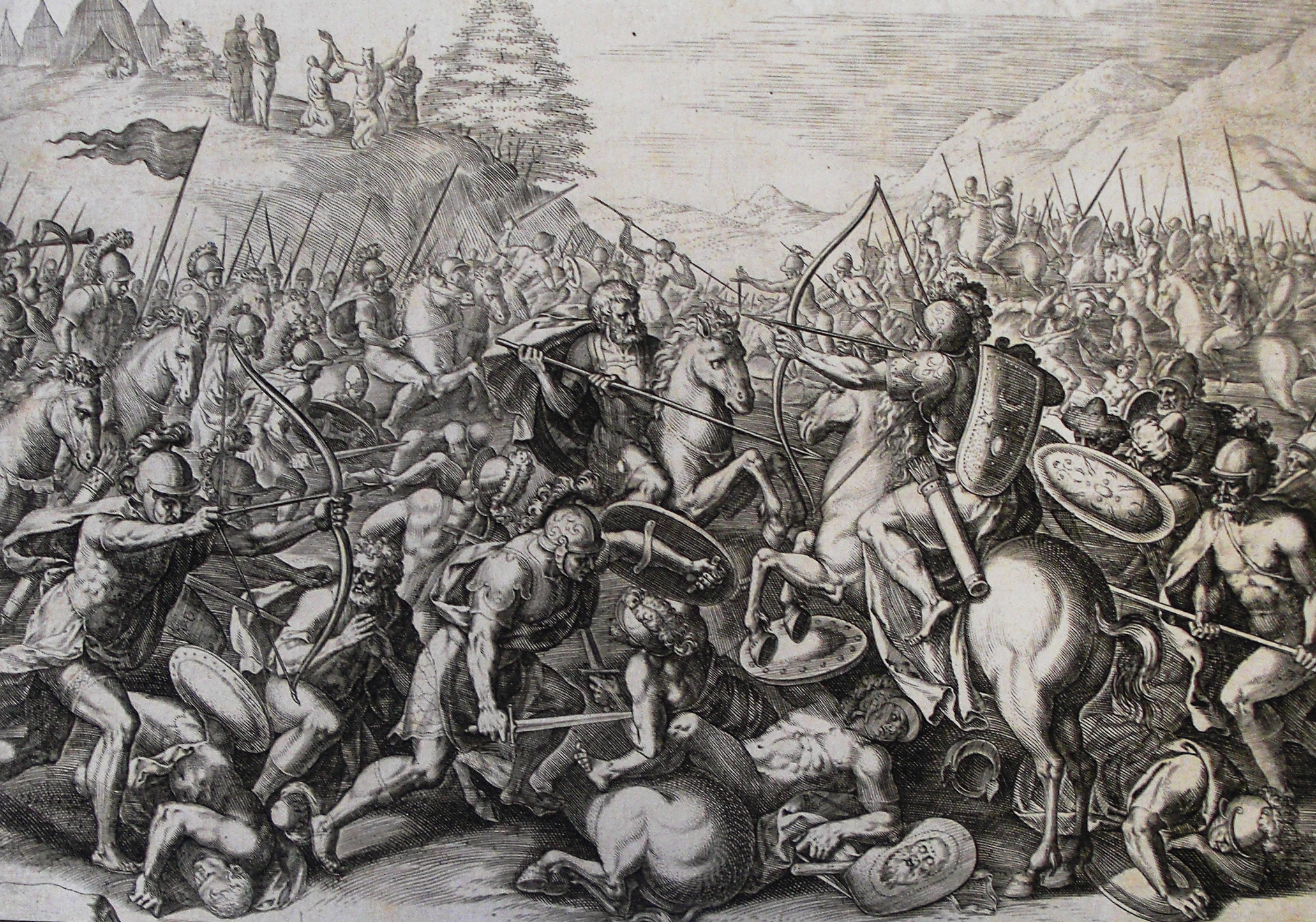
여호수아가 아말렉과 싸우는 모습을 묘사한 필립 메드허스트 컬렉션 삽화(출애굽기 17장).

아말렉(/ˈæməlɛk/; 고대 히브리어: עֲמָלֵק‎ ʿĂmālēq)은 히브리어 성경에 이스라엘 민족의 적국으로 묘사되어 있다. '아말렉'이라는 이름은 에서의 손자인 아말렉의 후손들, 또는 가나안의 그들의 영토에 살았던 모든 사람들, 또는 노아의 아들인 함의 북아프리카 후손들을 지칭할 수 있다.

## 어원
대부분의 학자들은 '아말렉'이라는 용어의 기원을 알 수 없다고 생각하지만 일부 랍비적 해석에서는 am lak, 즉 '피를 핥는 사람들'로 어원이 설명된다.
리처드 C. 스타이너는 이 이름이 이집트어 *ꜥꜣm rqj "적대적인 아시아인"에서 유래했을 수 있으며, 이는 에돔 주변의 샤수 부족들을 가리킬 수 있다고 제안했다.

## 히브리어 성경에서
히브리어 성경에 따르면, 아말렉은 엘리바스([[[에서의 자손|에돔인]]의 조상이자 이스라엘의 형제인 에서의 아들)와 엘리바스의 첩 팀나의 아들이었다. 팀나는 호리인이었고 로단의 누이였다. 미드라시에 따르면, 팀나는 개종하려 했던 공주였다. 그러나 그녀는 아브라함, 이삭 그리고 야곱에게 거부당했다. 그녀는 다른 이방 민족의 안주인이 되기보다는 이스라엘의 천한 여종이 되겠다고 답했다. 그들의 태도를 벌하기 위해, 하나님은 팀나가 아말렉을 낳게 하셨는데, 그의 후손들은 이스라엘에게 많은 고통을 줄 것이었다. 아말렉은 또한 역대상 1:36에 따르면 엘리바스가 팀나의 의붓아버지였으므로 근친상간의 소산이었다. 그는 팀나의 친아버지였던 호리인 세일의 아내와 간통을 저지른 후였다. 1세기 로마 유대인 학자이자 역사가인 플라비우스 요세푸스는 아말렉을 "사생아"(코이네 그리스어: νόθος)라고 언급했다. 히브리어 동의어인 맘제르는 금지된 관계에서 태어난 특정 범주의 사람들을 지칭한다.

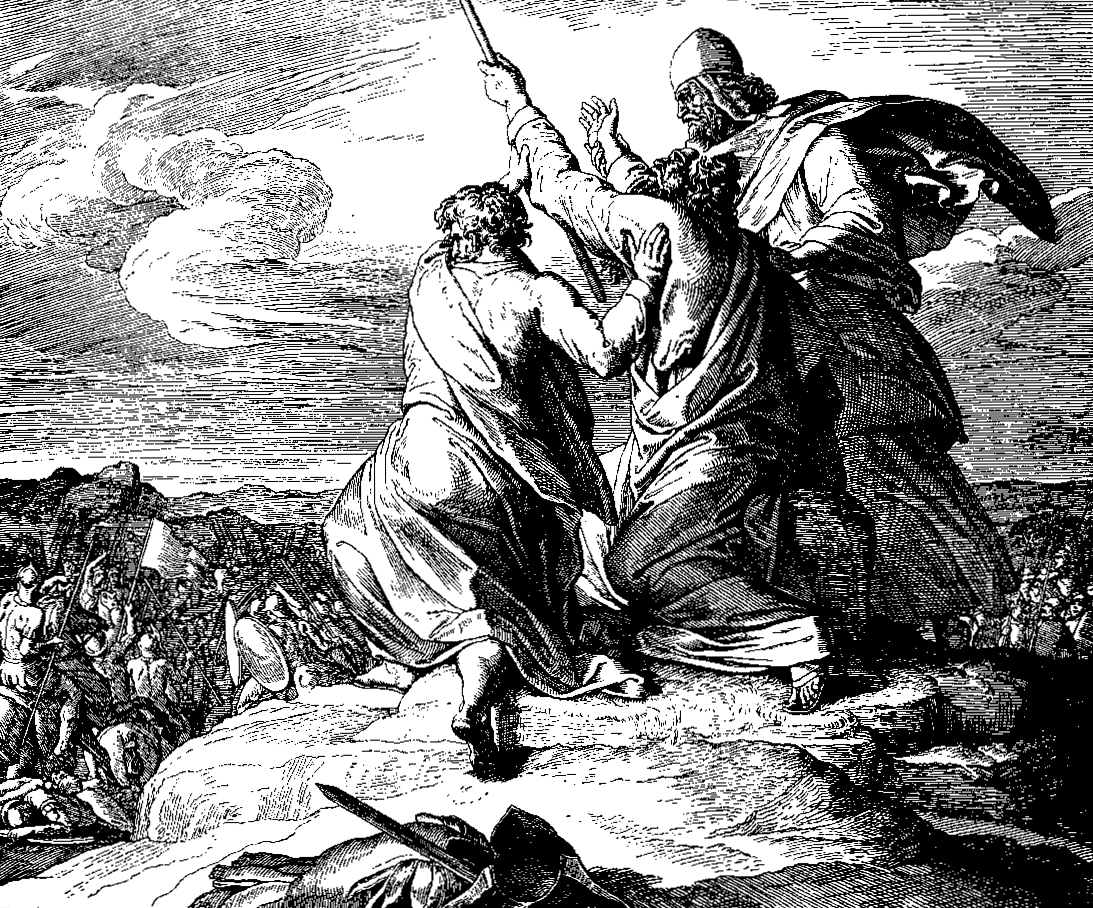
율리우스 슈노어 폰 카롤스펠트의 아말렉인과의 전투 (1860), 출애굽기 17장 8–16절을 묘사.

### 아말렉인
창세기 36장 16절에 따르면 아말렉은 "에서의 자손들의 우두머리" 중 "아말렉의 우두머리"로 묘사되어 있으며, 이를 통해 그가 자신의 이름을 딴 씨족이나 영토를 통치했음을 짐작할 수 있다. 발람의 예언에서 아말렉은 "민족의 으뜸"이라 불렸다. 한 현대 학자는 이것이 아말렉의 높은 고대성을 증명한다고 믿는 반면, 전통 주석가인 라시는 "그가 이스라엘과 싸우기 위해 모든 민족보다 먼저 왔다"고 말했다. 아말렉인은 에서의 족보를 통해 아말렉의 후손으로 주장되었다.
히브리어 성경에 따르면, 아말렉인들은 네게브 사막과 시나이반도에 거주했다. 그들은 남부 가나안 농업 지대의 경계를 따라 유랑민 또는 반유랑 생활 방식을 영위했던 것으로 보인다. 이는 아마도 이 부족 집단이 고대 이스라엘의 스텝 지역과 가데스 지역(창세기 14장 7절)과 연관되어 있기 때문일 것이다.
아말렉인들은 히브리어 성경 전체에서 이스라엘 민족의 반복적인 적으로 나타난다.
- 출애굽기 17:8–16에서 출애굽 시기에 아말렉인들이 르비딤에 진영을 친 이스라엘 민족을 매복 공격했으나 패배한다. 모세는 여호수아에게 이스라엘 민족을 이끌고 전투에 나서도록 지시하고, 모세와 아론과 훌은 근처 언덕에서 지켜본다. 모세가 지팡이를 든 손을 들면 이스라엘 민족이 우세하고, 손을 내리면 이스라엘 민족이 약해진다. 그는 아론과 훌이 해질 때까지 손을 받쳐들도록 앉아 이스라엘의 승리를 확보한다.
- 신명기 25장 17–19절에서,[19] 이스라엘 민족은 애굽에서 나올 때 아말렉인들이 그들에게 행한 일에 대한 보복으로 하늘 아래서 아말렉의 이름을 지우라는 구체적인 명령을 받는다. 이는 르비딤에서 아말렉인들이 이스라엘 민족을 매복 공격한 것을 가리킨다. 앞서 신명기 7장 1–16절[20]과 신명기 25장 16–18절에서,[21] 그들은 약속의 땅에 있는 모든 우상 숭배 도시의 주민과 가축을 완전히 멸망시키라는 명령을 받는다. 성경은 사울 왕이 이 명령들을 거역하고 아각 왕과 아말렉인들의 가장 좋은 가축을 죽이지 못해 결국 야훼의 은총을 잃는다고 주장한다.
- 민수기 14장 45절에서,[22] 아말렉인과 가나안인들은 모세의 허락 없이 아모리인의 산지로 들어가려던 이스라엘 민족을 죽인다.
- 사사기 3장 13절에서,[23] 아말렉인들은 모압인과 암몬인 동맹들과 함께 이스라엘을 패배시켜 모압인들이 그들을 압제하게 만든다. 사사기 10장 11–13절[24]은 아말렉인들을 이스라엘의 많은 압제자 중 하나로 확인한다.
- 사사기 6장 1–6절에서,[25] 아말렉인들과 그들의 미디안인 동맹들은 이스라엘 농장을 "가자까지" 파괴하여 기근을 유발한다. 그들은 또한 사사기 6장 32–34절[26]과 사사기 7장 11–13절에 따르면[27] 미디안인들이 이스라엘과 전쟁을 벌이는 것을 돕는다.
- 사무엘상 15장 1–9절에서,[28] 사무엘은 아말렉을 이스라엘의 적으로 지목하며, "만군의 여호와께서 이같이 말씀하시기를 내가 이스라엘에게 행한 아말렉의 소행, 곧 애굽에서 나올 때 길에서 그를 매복 공격한 일로 벌하리라"고 말한다.[29] 하나님은 사울에게 남자, 여자, 유아, 젖먹이를 모두 죽여 아말렉인들을 멸망시키라고 명령한다.[30] 이 학살은 사무엘상 14장 48절의 습격을 다시 이야기하는 것으로 여겨지지만,[31][32] 또한 "아말렉 성읍"에서 일어났다고 명시되어 있는데, 이는 아말렉의 "주요 무기 거점"[33] 또는 "수도"로 여겨졌다.[34] 사무엘상 15장 33절에서,[35] 사무엘은 아말렉의 아각 왕을 적이자 살인자로 지목하며, "네 칼이 여인들을 자녀 없게 하였으므로 네 어미도 여인들 중에서 자녀가 없게 되리라"고 말한다.
- 사무엘상 27장 8–9절에서,[36] 다윗과 그의 부하들은 아말렉인들과 그들의 그술인 및 게셀인 동맹들에 대한 습격을 감행한다. 그는 모든 남자와 여자를 죽이지만, 양, 소, 당나귀, 낙타, 옷가지를 가져간다. 이 아말렉인들은 사울에게서 도망친 난민들이거나 이스라엘 남쪽에 거주하던 별도의 아말렉인 파벌이었을 것으로 추정된다. 길리 클루거는 이러한 이야기가 다윗에게는 손실이 기록되지 않았으므로 사울이 다윗에 비해 약하게 보이도록 고안된 반사울 선전이었다고 믿는다.[37]
- 사무엘상 30장 1–2절에 따르면,[38] 사울 왕 통치 말기에 아말렉인들이 네게브 사막과 유대/블레셋인 국경 지역의 시글락을 침략하여 시글락을 불태우고 주민들을 포로로 끌고 갔다. 다윗은 아말렉인들에 대한 성공적인 임무를 이끌어 "아말렉인들이 끌고 간 모든 것"을 되찾았다.[39]
- 사무엘하 1장 5–10절에서,[40] 한 아말렉인이 다윗에게 길보아 전투 후 사울이 창에 기대어 있는 것을 발견했다고 말한다. 그 아말렉인은 사울의 요청에 따라 그를 안락사시키고 왕관을 가져갔다고 주장한다. 다윗은 자신의 부하들에게 기름부음 받은 왕을 죽인 아말렉인을 자백에 따라 유죄로 간주하여 죽이라는 명령을 내린다.[41]
- 역대상 4장 43절에서,[42] 시므온인들이 아말렉의 남은 생존자들을 죽이고 그들의 정착지에 거주한다.
- 시편 83장 7절에서,[43] 아말렉은 이스라엘의 다른 역사적인 적들과 함께 이스라엘을 멸망시키려 한다. 그들의 시도는 하나님에 의해 좌절된다. 대부분의 학자들은 이 구절이 실제 역사적 사건을 언급한다고 믿지만, 어떤 사건과 연관시켜야 할지는 불확실하다.[44] 한 가지 가능성은 신아시리아 제국의 발흥기인 기원전 9세기부터 7세기 사이에 일어났다는 것이다.[45]

## 해석

### 유대교

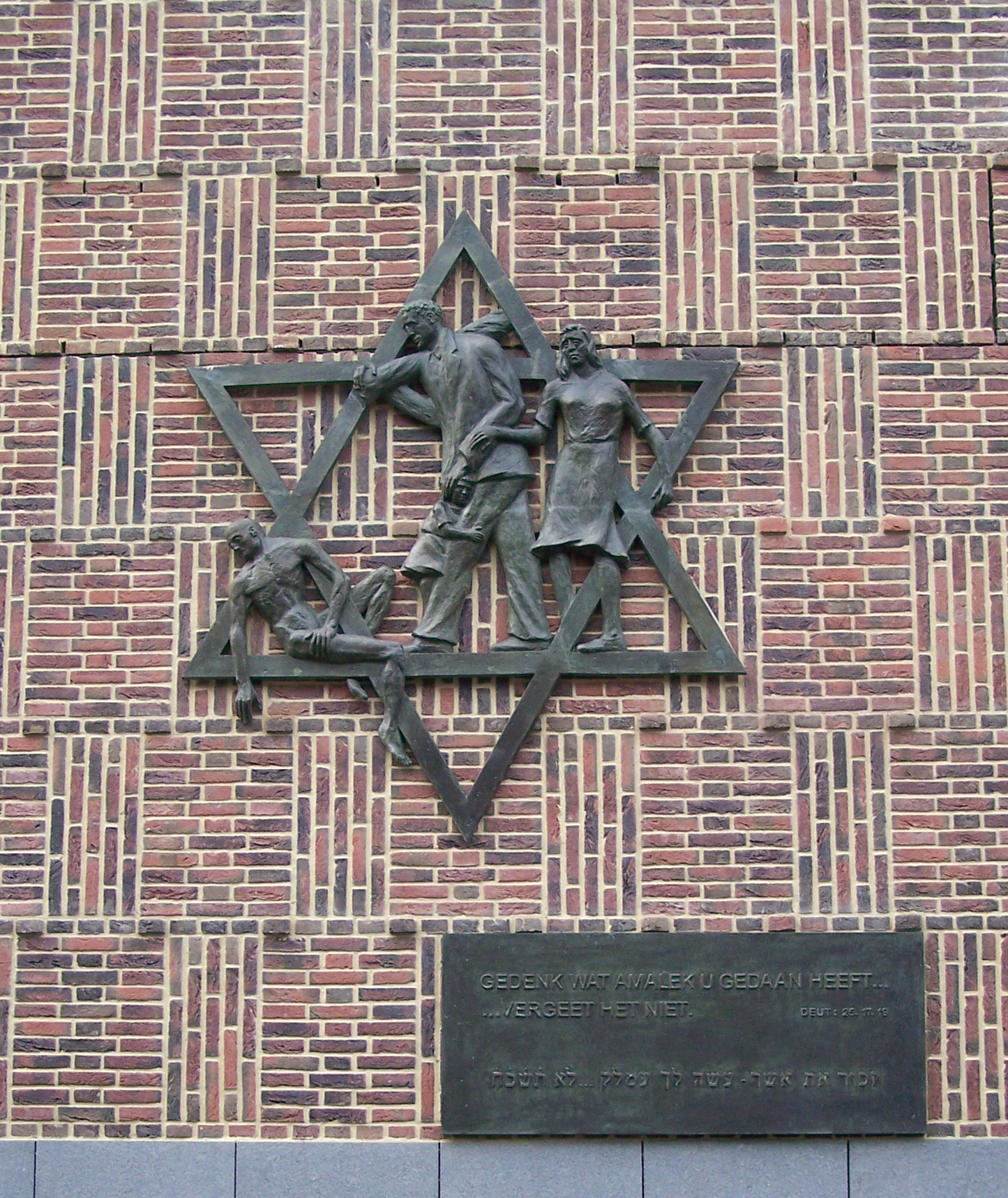
"다윗의 별" (홀로코스트 기념비)은 헤이그에 있다. 옆면의 텍스트(네덜란드어와 히브리어)는 신명기 25:17, 19 — "아말렉이 네게 행한 일을 기억하라... 잊지 말라."

미슈네 토라에서 마이모니데스는 토라에 있는 아말렉에 대한 언급과 관련하여 세 가지 계명, 즉 두 가지 긍정적인 계명과 한 가지 부정적인 계명을 도출했다.
| #   | 유형   | 계명                                             | 출처                                             |
| --- | ------ | ------------------------------------------------ | ------------------------------------------------ |
| 59  | 부정적 | 아말렉이 우리에게 저지른 사악한 행위를 잊지 말라 | "잊지 말라" (Deut. 25:19)                        |
| 188 | 긍정적 | 아말렉의 씨를 근절하라                           | "너는 아말렉의 이름을 지울지니라" (Deut. 25:19)  |
| 189 | 긍정적 | 아말렉이 우리에게 행한 일을 끊임없이 기억하라    | "아말렉이 네게 행한 일을 기억하라" (Deut. 25:17) |

마이모니데스와 같은 많은 랍비 권위자들은 이 계명이 유대인 왕이나 조직화된 공동체에만 적용되며 개인이 수행할 수 없다고 판결했다. 라시에 따르면, 아말렉인들은 잡히는 것을 피하기 위해 동물로 변신할 수 있는 마법사들이었다. 따라서 사무엘상 15장 3절에서는 아말렉을 파괴할 때 가축도 파괴하는 것이 필요하다고 여겨졌다. 하가호트 마이무니요트에 따르면, 이 계명은 메시아 시대에만 적용되며 현 시대에는 적용되지 않는다. 중세 권위자들은 이 제한을 널리 지지한다. 미드라시에 따르면, 지구상의 모든 민족은 자신의 운명을 감독하는 수호 천사를 가지고 있지만, 두 민족은 그렇지 않다: 이스라엘은 대천사 미카엘을 수호자로 거부하고 하나님 자신을 선택했다. 다른 하나는 아말렉이며, 그의 수호 천사는 악의 최고 천사인 사탄이다. 최종 전쟁은 하나님의 자녀와 사탄의 자녀 사이, 즉 선과 악 사이에서 싸워질 것이다. 이것이 아마도 188번째 계명이 존재하는 이유일 것이다: 악은 미래가 없으므로 아말렉을 남자, 여자, 젊은이, 노인 할 것 없이 완전히 멸절시키는 것이다. 그러나 한 모호한 예언은 모든 민족이 결국 하나님만을 예배할 것이라고 말하는데, 이는 아말렉이 멸망될 때 어떻게 제3성전이 있을 수 있는지에 대한 질문을 제기한다. 미드라시는 마지막 아말렉인이 유대교로 개종했으므로 혼란이 없다고 말한다.
마이모니데스는 유대인들이 아말렉과 전쟁을 벌일 때, 아말렉인들에게 노아의 7법을 받아들이고 유대 왕국에 세금을 지불하도록 요청해야 한다고 상세히 설명한다. 만약 그들이 거부한다면, 그들은 처형되어야 한다.
다른 탈무드 주석가들은 아말렉인을 살려두지 않거나 "그들의 기억을 지우라"는 요구가 비유적인 것이며 실제 아말렉인을 죽이는 것을 요구하지 않는다고 주장했다. 삼손 라파엘 히르쉬는 이 명령이 실제 아말렉인이 아니라 "아말렉의 기억"을 파괴하는 것이라고 말했다. 예후다 아리 리브 알터는 이 명령을 어떤 물리적 행동도 없이 아말렉을 철저히 미워하는 것으로 해석했다. 이스라엘 메이어 카간은 하나님이 아말렉의 제거를 수행하실 것이며, 유대인들은 아말렉이 그들에게 행한 일을 기억하기만 하면 된다고 말했다.
아이작 S.D. 새순은 헤렘 명령이 유대 공동체가 위험에 처하는 것을 막기 위해 존재했지만, 사람들이 문자적으로 따르기 전에 두 번 생각해야 한다고 믿는다. 네이선 로페스 카르도조는 토라의 윤리적으로 의심스러운 법들이 의도적인 것이며, 이는 미개발된 세상과 함께 일하시는 하나님의 결과라고 주장한다. 그는 하나님이 하잘을 임명하여 인류가 토라에 대한 이해를 발전시키도록 도왔다고 믿는다.

### 기독교
신학자 찰스 엘리콧은 사무엘기에서 아말렉인들이 그들의 '저주받은' 본성과 주변 민족의 공동체에 가하는 위협 때문에 무력화를 위해 헤렘의 대상이 되었다고 설명한다. 매튜 헨리는 헤렘을 아말렉인들이 침략자였기 때문에 방어적인 전쟁으로 간주한다. 존 길은 헤렘을 복수법이 실행되는 것으로 묘사한다.
크리스천 호프라이터에 따르면, 거의 모든 기독교 권위자와 신학자들은 역사적으로 헤렘 구절을 문자적으로 해석해왔다. 그는 "대교회에서 누구도" 그 구절들을 순전히 비유로 본 역사적 증거는 거의 없다고 말한다. 특히, 아우구스티누스, 토마스 아퀴나스 그리고 장 칼뱅은 이 구절들의 문자적 해석을 길게 옹호했다. 오리게네스는 때때로 헤렘 구절들을 비유적으로 보았다고 인용되지만, 호프라이터는 오리게네스가 성경의 영적 해석을 우선시했음에도 불구하고, 헤렘 구절들이 역사적 사건을 묘사했다는 것을 부인하지는 않았다고 주장한다.
폴 코판은 헤렘 명령이 과장된 것이라고 주장한다. 이는 구절들이 "남자와 여자"와 같은 메리즘을 포함하고 근동인들이 전쟁을 보고할 때 "허풍과 과장"을 중요하게 여겼기 때문이다. 클루거는 이것이 이스라엘인들과 그들의 하나님을 도덕적 책임에서 벗어나게 하려는 진지한 시도라고 믿는다. 그럼에도 불구하고, 그녀는 코판의 해석이 여전히 "대규모 폭력을 정상화하고" "표적 집단에 대한 적대감을" 정상화한다고 주장한다.

### 이슬람
이븐 할둔은 하나님이 이스라엘의 왕 사울에게 아말렉인들을 퇴위시키라고 명령했으며, 이것이 에스델기에서 하만이 유대인들에게 적대감을 품게 된 원인이라고 믿었다.

### 현대 학계
일부 주석가들은 어린이들을 포함한 모든 아말렉인들을 멸절시키라는 계명의 윤리와 연좌의 추정을 논의했다. 이는 집단학살 연구학자 노먼 네이마크에 따르면 집단학살적이라고 묘사되기도 했다.
하이파 대학교의 길리 클루거는 이스라엘인들이 아말렉인들을 전멸시키려 한 욕구는 일종의 자기혐오에서 비롯되었는데, 그들은 아말렉인들을 이스라엘인들이 자신들에게서 보았던 부정적인 특성들을 구현한 "거부된 아들"로 보았기 때문이라고 말한다. 그러나 그녀는 히브리어 성경에 묘사된 아말렉인들의 모습이 놀랍도록 중립적이며, 왜 그들이 이집트인이나 가나안인들보다 완전한 전멸 대상으로 선택되었는지를 충분히 설명하지 못한다고 지적한다.
도시샤 대학의 아다 타가르-코헨에 따르면, 헤렘 명령은 고대 근동에서 드문 일이 아니었다. 이러한 명령은 두 가지 목적을 가지고 있었다: 적에게 공격자의 신이 자신들의 편이며, 적이 자신들의 "죄"에 대한 벌로 신의 분노를 받을 만하다는 것을 전달하는 것, 그리고 왕들이 도덕적 책임을 지지 않고 군사적 정책을 추구할 수 있도록 하는 것이었다.
라드바우트 대학교의 C. L. 크라우치는 헤렘 명령을 이스라엘과 유다 전쟁의 예외적인 요소로 간주한다. 그것들은 초기 민족 및 민족 정체성 형성 단계에서도 불규칙하게 적용되었으며, 혼돈의 위협을 제거하는 극단적인 수단이었다. 이러한 견해는 아시리아 통치자인 에사르하돈과 아슈르바니팔과 같은 이들에 의해서도 공유되었다.

## 역사성
이집트와 아시리아의 기념비적인 비문과 기록에는 아말렉이나 아말렉인에 대한 언급이 전혀 없으며, 비록 두 문명 모두 레반트 지역의 다양한 부족과 민족들을 기록했음에도 불구하고 그렇다. 이로 인해 고고학자 휴고 빙클러는 아말렉인과 그들에 대한 성경 이야기가 비역사적이라고 결론지었다. 고고학 연구를 통해 유목 아랍인에 대한 지식이 향상되었지만, 아말렉과 명확하게 연결되는 특정 발견은 없다.
그러나 일부 학자들은 아말렉인과 네게브 사막 고원의 특정 요새화된 정착지, 예를 들어 브엘세바 근처의 텔 마소스 (아마도 고대 호르마와 동일할 것임) 사이에 연관성이 있다고 제안한다.. 만약 사실이라면, 사울의 아말렉인에 대한 군사 작전은 텔 마소스의 구리 생산을 통제하려는 전략적 욕구에서 비롯되었을 수 있다. 구리는 초기 이스라엘인들과 그들의 신학 및 의례에 귀중한 자원이었다.
텔 엘-쿠데이라트와 호르바트 할루킴과 같은 네게브 사막 유적지에서 발견된 추가적인 고고학적 증거는 기원전 11세기 말부터 10세기 초로 거슬러 올라가며, 사울과 다윗 통치 기간 동안의 성경 속 이스라엘-아말렉 충돌과 일치할 수 있다. 벤 구리온 대학교의 헨드릭 J. 브루인스는 이 유적지 거주자들이 천막에서 살고 낙타를 타며 구리를 거래하고 마체바 신전에서 신들을 숭배하는 반유목적 농목민이었다는 것을 발견했다. 타원형 요새는 해당 기간 동안 건설되었다. 그러나 다른 학자들은 이러한 정착지를 에돔인이나 시므온 지파의 소행으로 돌린다.

### 기원에 대한 대안적 이론

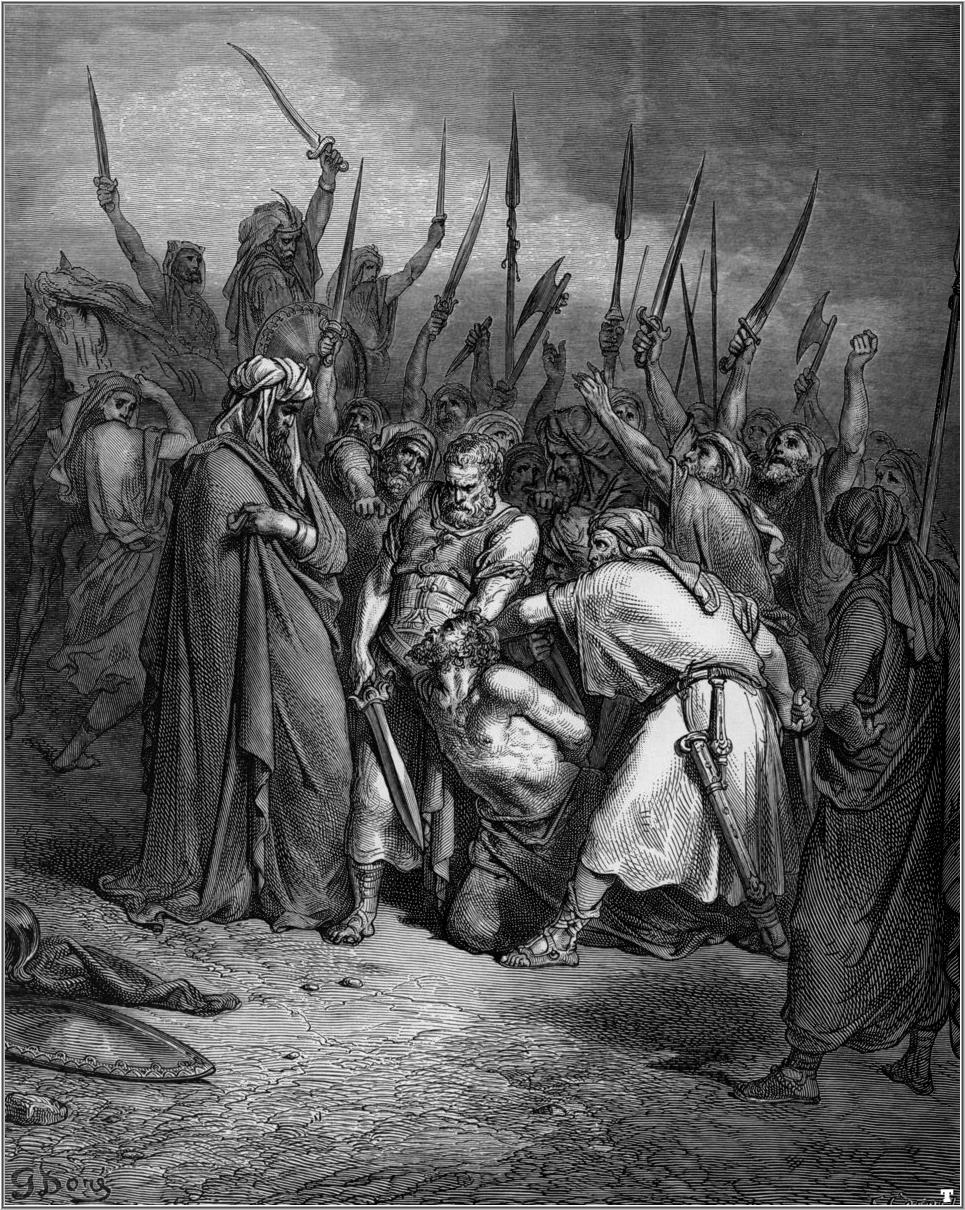
귀스타브 도레, 아각의 죽음. "아각"은 아말렉 왕들의 세습 이름이었을 수 있다. 그림 속 인물은 사무엘에게 죽임을 당했다 (사무엘상 15장).

창세기 14장 7절에 "아말렉인의 밭"이 언급되어 있지만, 아말렉이라는 이름을 가진 사람은 아직 태어나지 않았다.
일부 주석가들은 이 구절이 훗날 아말렉인들이 거주하게 될 영토를 가리킨다고 주장한다. C. 나이트는 "카이사르가 프랑스로 갔다"고 말할 수 있지만, 갈리아는 나중에야 프랑스로 알려지게 되었다는 비유를 들어 이 개념을 상세히 설명한다.
존 길은 창세기 14장 7절의 아말렉인들이 무슬림 학자들이 묘사한 함족-아라비아 아말렉인들과 동일하다고 믿는다. 그는 아말렉인들이 항상 함의 후손인 가나안인들과 동맹을 맺었고, 셈족의 그돌라오멜에게 정복되었으며, 에돔족 아말렉인들보다 먼저 존재했으므로 민수기 24장 20절을 확증하고, 에돔족이 종족 간의 불화 때문에 사울의 군사 작전으로부터 이 아말렉인들을 구출하지 못했다고 주장한다.
19세기경, 많은 서구 신학자들은 아말렉 민족이 아브라함 시대 이전에 번성했을 수 있다고 믿었다. 매튜 조지 이스턴은 창세기 14장 7절을 문자적으로 해석하여 아말렉인들이 아말렉의 후손이 아니라고 이론화했다. 그러나 현대 성경학자 제럴드 L. 매팅리는 본문 분석을 사용하여 창세기 14장 7절에서 아말렉인이라는 단어가 사실 시대착오라고 결론지었다. 19세기 초, 리처드 왓슨은 아브라함보다 "더 고대의 아말렉"이 존재했을 수 있는 여러 가지 추론적인 이유를 열거했다.
민수기 24장 20절에 대한 주석에서, 발람의 "아말렉은 민족의 으뜸이었으나 그 끝은 결국 멸망하리라"는 발언과 관련하여, 리처드 왓슨은 이 구절을 대홍수 이후 발달한 "민족의 으뜸"과 연관시키려 시도한다. 사무엘 콕스에 따르면, 아말렉인들은 이스라엘인들에 대한 적대감에서 "으뜸"이었다.

## 아브라함 전승

### 유대교 전승
아말렉은 유대교와 유대 민속에서 유대인들의 전형적인 적이자 악의 상징이다. 누르 마살하, 엘리엇 호로비츠, 요세프 스턴은 아말렉인들이 유대인들을 살해하려는 "영원히 화해할 수 없는 적"을 나타낸다고 제안한다. 성경 이후 시대에 유대인들은 동시대의 적들을 아말렉이나 하만과 연관시켰고, 때때로 그러한 적들에 대한 선제적 폭력이 용납될 수 있다고 믿었다. 아말렉과 동일시되는 집단에는 로마인, 나치, 스탈린주의자, 이라크 레반트 이슬람국, 그리고 마무드 아마디네자드와 같은 호전적인 이란 지도자들이 포함된다. 더 비유적으로, 일부 하시딤 랍비들에게 (특히 바알 셈 토브), 아말렉은 무신론 또는 신에 대한 냉소적인 거부를 나타내며, 이는 비윤리적인 쾌락주의로 이어진다. 이를 때때로 "아말렉 교리"라고 부른다. 현대에 와서, 종교적인 유대인들은 아말렉을 폭력적인 반유대주의자, 허무주의 그리고 하나님에 대한 유대인의 의심과 연관시킨다.
부림절 동안, 에스델기는 페르시아 제국의 모든 유대인들을 죽이려 했던 하만으로부터 유대인들이 구원받은 것을 기념하기 위해 낭독된다. 청중들은 출애굽기 17장 14절에 근거하여 "하만"이 언급될 때마다 그의 이름을 모독하기 위해 소리를 지르거나 외치는 것이 관례이다. 또한 부림절 전 안식일에는 신명기 25장 17-18절을 낭독하는 것이 관례이다. 이는 하만이 아말렉인으로 여겨졌기 때문인데, 이 명칭은 문자적이라기보다는 상징적인 의미일 가능성이 더 높다. 일부 이란 애호 유대인들은 하만의 아말렉 혈통을 유대인과 '순수 혈통의 이란인' 모두에게 저주받은 것으로 해석했다.

### 기독교 전승
유스티노 순교자, 이레네오 그리고 키프리아누스와 같은 초기 교부들은 출애굽기 17장 8-13절에서 아말렉이 패배한 것을 예수가 십자가형에서 악마의 권세를 물리친 것을 연상시킨다고 본다. 오리게네스는 이 전투를 율법이 신비롭게 그리스도를 소환하는 비유로 보는데, 그리스도는 에베소서 6장 12절에 묘사된 대로 강력한 자들(즉, 기독교인)을 모집하여 악마적인 강한 자를 물리친다.
존 길은 아말렉을 '하나님의 보좌, 성막, 성도들을 대적하는' 적그리스도의 한 유형으로 본다. 그는 출애굽기 17장 16절의 "대대로"라는 구절이 특히 메시아 시대를 가리키며, 이때 아말렉과 다른 적그리스도 국가들이 어린 양에 의해 멸절될 것이라고 믿는다. 마찬가지로, 찰스 엘리콧은 아말렉인들이 사무엘상 15장 18절에서 '죄인들'이라고 집단적으로 불렸는데, 이 용어는 창세기 13장 13절에서 소돔인들에게만 사용되었다는 점을 지적한다.
칼 프레드리히 카일과 프란츠 델리취는 히스기야 통치 후반기에 아말렉인들이 멸종했다고 말한다.
필립 젠킨스 교수는 기독교 극단주의자들이 역사적으로 아메리카 원주민, 개신교도, 가톨릭교도, 투치족 등을 아말렉인이라고 낙인찍어 자신들의 집단학살을 정당화했다고 지적한다. 유대인과 십자군의 희생자들도 아말렉인이라고 불렸다. 이 때문에 현대 기독교 학자들은 이러한 잔혹 행위를 고무한 성경 이야기를 언어학, 문학 분석, 고고학 및 역사적 증거를 사용하여 재검토했다.

### 이슬람 전승
이슬람 주석가들은 아말렉인들이 고대 아라비아 부족이었다고 믿는다. 일신론 이스마엘인들은 메카에서 그들에게 복음을 전파했고, 나중에 이스마엘인들이 그들의 인구를 대체했다. 그러나 아말렉인과 다른 아라비아 부족들의 이교는 이스마엘인들에게 부정적인 영향을 미쳤으며, 이는 카바에 대한 그들의 접근 방식에도 영향을 미쳤다.
애덤 J. 실버스타인은 중세 무슬림 세계의 대부분의 학자들이 페르시아 유대인 공동체에 대한 친숙함에도 불구하고 에스델기를 무시하거나 그 세부 사항을 수정했다고 언급한다. 이는 그들이 성경의 에스더와 출애굽 이야기의 적대자인 코란의 하만과 페르시아 신화적 역사 전통을 조화시키려는 시도 때문에 발생했다. 주목할 만한 예외로는 이븐 할둔이 있는데, 그는 하만의 아말렉 기원과 그의 반유대주의적 복수심을 확인했다.

## 현대적 용법
랍비들은 센나케립이 여러 민족을 유배시키고 섞었기 때문에 누가 아말렉인인지 더 이상 판단할 수 없다는 주장에 근거하여 아말렉이 더 이상 통일된 민족으로 존재하지 않는다는 데 일반적으로 동의한다.
홀로코스트 이후, 신명기 25장 17절에 나타난 구절은 증언을 촉구하는 데 사용된다. 이스라엘의 홀로코스트 기념관인 야드바솀에는 이 구절이 현수막에 새겨져 있으며, 홀로코스트 당시 유럽 유대인들 간의 편지에서도 서로에게 "증언하라"고 간청했다.

### 현대 이스라엘에서
이스라엘-팔레스타인 분쟁에서 일부 이스라엘 정치인들과 극단주의자들은 팔레스타인인들을 아말렉에 비유하거나, 팔레스타인인들이 아말렉인들이라고 말했거나, 또는 아랍인들이 아말렉인들의 "전형적인" "행동"을 보인다고 비난했다. 야세르 아라파트는 200명의 랍비에 의해 "우리 세대의 아말렉이자 히틀러"라고 불렸다. 구시 에무님 운동의 많은 사람들은 아랍인들을 "오늘날의 아말렉"으로 본다. 한 가지 이유는 아말렉이 유대인들이 이스라엘 땅에 정착하는 것을 방해하는 모든 민족을 포함한다고 믿기 때문이며, 여기에는 팔레스타인인들도 포함된다. 2014년 가자 전쟁 동안, 한 선도적인 예시바는 팔레스타인인들을 고대 아말렉인과 블레셋인의 후손으로 규정했다. 과거에는 일부 유대인들이 아말렉을 로마 제국과 중세 기독교인들과 연관시켰다.
2023년 10월부터 시작된 2023–25년 가자 전쟁 동안, 베냐민 네타냐후는 이스라엘 정부가 "세상에서 이 악을 완전히 제거하는 데 전념하고 있다"고 말했고, 또한 "너희는 아말렉이 너희에게 행한 일을 기억해야 한다. 우리의 거룩한 성경이 말한다. 그리고 우리는 기억한다"고 말했다. 2023년 이스라엘-하마스 전쟁에서 제기된 집단학살 혐의에 대한 국제사법재판소의 변론에서 남아프리카 공화국은 이 발언을 팔레스타인인에 대한 집단학살을 선동하는 것으로 제시했다. 네타냐후는 그것이 자신의 의도가 아니며, 남아프리카 공화국의 비난은 자신이 하마스를 언급한 것이지 팔레스타인 전체를 언급한 것이 아니므로 "깊은 역사적 무지"를 반영한다고 부인했다.

## 같이 보기
- 아각, 하만의 조상

### 인용문
1. ↑  "Amalek". Random House Webster's Unabridged Dictionary.
2. 1 2  Genesis 36:12; 1 Chronicles 1:36
3. 1 2  Numbers 13:29
4. 1 2 3 4  Mattingly 2000, 48쪽.
5. 1 2  Knight 1833, 411쪽.
6. ↑  M. Weippert, Semitische Nomaden des zweiten Jahrtausends. Biblica vol. 55, 1974, 265-280, 427-433
7. ↑  Patterson, David (2011). 《A Genealogy of Evil: Anti-Semitism from Nazism to Islamic Jihad》. Cambridge University Press. 43, 244쪽. ISBN 9781139492430.
8. ↑  Steiner, Richard C. (2024). 〈Merenptah's Israel, his Shasu militiamen, his copper caravan route, and the watering stations bearing his name at Kadesh-barnea and Me-nephtoah: Part One〉.   Muhs, Brian P.; Scalf, Foy D. 《A Master of Secrets in the Chamber of Darkness: Egyptological Studies in Honor of Robert K. Ritner Presented on the Occasion of His Sixty-Eighth Birthday》. Institute for the Study of Ancient Cultures. 382–383쪽. ISBN 978-1-61491-110-4.
9. ↑  1 Chronicles 1:36
10. ↑  Ginzberg, Louis (1913). 《The Legends of the Jews》. 422–423쪽.
11. ↑  For a Rabbinic explanation of Timna lineage see Kadari, Tamar (1999년 12월 31일). 〈Timna, concubine of Eliphaz: Midrash and Aggadah〉. 《The Shalvi/Hyman Encyclopedia of Jewish Women》. 2022년 1월 16일에 확인함.
12. ↑  Feldman 2004, 8–9쪽.
13. ↑  Genesis 36:16
14. ↑  Numbers 24:20
15. ↑  Macpherson, J. (2004) [1898]. 〈Amalek〉.   Hastings, James. 《A Dictionary of the Bible: Volume I (Part I: A – Cyrus)》. Honolulu: University Press of the Pacific. 77–79쪽. ISBN 9781410217226.
16. ↑  Rashi
17. ↑  〈Amalekite〉. 《Random House Webster's Unabridged Dictionary》.
18. 1 2  Mills 1997, 21쪽.
19. ↑  Deuteronomy 25:17–19
20. ↑  Deuteronomy 7:1–16
21. ↑  Deuteronomy 25:16–18
22. ↑  Numbers 14:45
23. ↑  Judges 3:13
24. ↑  Judges 10:11–13
25. ↑  Judges 6:1–6
26. ↑  Judges 6:32–34
27. ↑  Judges 7:11–13
28. ↑  1 Samuel 15:1–9
29. ↑  1 Samuel 15:2
30. ↑  1 Samuel 15:3
31. ↑  1 Samuel 14:48
32. ↑  “1 Samuel 15: Matthew Poole Commentary”. 《Biblehub》. 2024. 2024년 1월 23일에 원본 문서에서 보존된 문서.
33. 1 2 3  “1 Samuel 15: Ellicott's Commentary for English Readers”. 《Biblehub》. 2014년 11월 8일에 원본 문서에서 보존된 문서.
34. ↑  “1 Samuel 15: Benson Commentary”. 《Biblehub》. 2024. 2024년 1월 23일에 원본 문서에서 보존된 문서.
35. ↑  1 Samuel 15:33
36. ↑  1 Samuel 27:8–9
37. 1 2 3 4 5  Kugler 2020.
38. ↑  1 Samuel 30:1–2
39. ↑  1 Samuel 30:9–20
40. ↑  2 Samuel 1:5–10
41. ↑  2 Samuel 1:16
42. ↑  1 Chronicles 4:43
43. ↑  Psalm 83:7
44. ↑  Black, Matthew, editor (1962), Peake's Commentary on the Bible, Camden, NJ: Thomas Nelson and Sons
45. ↑  The New Jerome Biblical Commentary. Engelwood Cliffs, NJ: Prentice-Hall, 1990. ISBN 0-13-614934-0.
46. ↑  “Mishneh Torah, Negative Mitzvot”. 《Sefaria》. 2024년 1월 15일에 확인함.
47. ↑  “Mishneh Torah, Positive Mitzvot”. 《Sefaria》. 2024년 1월 15일에 확인함.
48. ↑  “Mishneh Torah, Positive Mitzvot”. 《Sefaria》. 2024년 1월 15일에 확인함.
49. ↑  Maimonides (Sefer Hamitzvot, end of positive commandments), 나흐마니데스 (Commentary to Exodus 17:16), Sefer HaYereim (435), Hagahot Maimoniyot (Hilchot Melachim 5:5)
50. ↑  Rashi, 1 Samuel 15:3 commentary, The Rubin Edition, ISBN 1-57819-333-8, p. 93
51. ↑  Klapper, Aryeh (2020년 3월 4일). “How Not to Talk About Amalek”. 《The Times of Israel》. 2020년 3월 4일에 원본 문서에서 보존된 문서. 2022년 1월 16일에 확인함.
52. ↑  THE MIDRASH SAYS, Copyright 1980 Rabbi Moshe Weissman, Brooklyn, NY. Benei Yakov Publications 1742 E.7th St. Brooklyn, NY 11223.
53. ↑  Mishneh Torah, Hilchot Melachim uMilchamot, 6:1 and 6:4
54. 1 2  Kampeas, Ron (2024년 1월 16일). “Netanyahu rejects South Africa's claim that his quote about 'Amalek' was a call to genocide”. 《Jewish Telegraphic Agency》. 2024년 2월 13일에 확인함.
55. ↑  Commentary to Deuteronomy 25
56. ↑  Shemot Zachor 646
57. ↑  Introduction to positive commandments, Beer Mayim Hayim, letter Alef
58. ↑  Sassoon, Isaac S.D. (2015년 5월 14일). “Obliterating Cherem”. 《TheTorah.com》. 2024년 2월 9일에 원본 문서에서 보존된 문서.
59. ↑  Cardazo, Nathan Lopes (2016년 10월 19일). “The Deliberately Flawed Divine Torah”. 《TheTorah.com》. 2024년 2월 12일에 원본 문서에서 보존된 문서.
60. ↑  “1 Samuel 14: Henry's Complete Commentary on the Bible”. 《StudyLight.org》. 2022. 2024년 1월 23일에 원본 문서에서 보존된 문서.
61. ↑  “1 Samuel 15: Gill's Exposition”. 《Biblehub》. 2013년 12월 17일에 원본 문서에서 보존된 문서.
62. ↑  Hofreiter, Christian (2018년 2월 16일). 《Making Sense of Old Testament Genocide: Christian Interpretations of Herem Passages》. Oxford University Press. 247–248쪽. ISBN 978-0-19-253900-7.
63. ↑  Copan, Paul (2011). 《Is God a Moral Monster? Making Sense of the Old Testament God》. Baker Books. 175–176쪽. ISBN 978-0801072758.
64. ↑  Copan, Paul (Fall 2010). 《How Could God Command Killing the Canaanites?》. 《Enrichment Journal》. 138–143쪽.
65. ↑  Copan, Paul (2022). 《Is God a Vindictive Bully? Reconciling Portrayals of God in the Old and New Testaments》. Baker Academic. 205쪽. ISBN 978-1540964557.
66. 1 2 3  Silverstein, Adam J. (2018). 《Veiling Esther, Unveiling Her Story: The Reception of a Biblical Book in Islamic Lands》. Oxford University Press. 39–63쪽. ISBN 978-0198797227.
67. ↑  Harris, Michael J. 《Divine Command Ethics: Jewish and Christian perspectives》. 137–138쪽.
68. ↑  Elkins, Dov Peretz; Treu, Abigail. 《The Bible's Top Fifty Ideas: The essential concepts everyone should know》. 315–316쪽.
69. ↑  Sorabji, Richard; Rodin, David. 《The Ethics of War: Shared problems in different traditions》. 98쪽.
70. ↑  Rogerson, John William; Carroll, M. Daniel. 《Theory and Practice in Old Testament Ethics》. 92쪽.
71. ↑  Naimark, Norman M. (2017). 《Genocide: A World History》 (영어). Oxford University Press. 8–9쪽. ISBN 978-0-19-976526-3.
72. ↑  Morriston, Wes (2012). 《Ethical Criticism of the Bible: The Case of Divinely Mandated Genocide》 (PDF). 《Sophia》 51. 117–135쪽. doi:10.1007/s11841-011-0261-5. S2CID 159560414.
73. ↑  Freeman, Michael (1994). 《Religion, nationalism and genocide: ancient Judaism revisited》. 《European Journal of Sociology / Archives Européennes de Sociologie / Europäisches Archiv für Soziologie》 35. 259–282쪽. doi:10.1017/S000397560000686X. ISSN 0003-9756. JSTOR 23997469. S2CID 170860040.
74. ↑  Taggar-Cohen, Ada (2022년 10월 6일). “War at the Command of the Gods”. 《TheTorah.com》. 2024년 2월 9일에 원본 문서에서 보존된 문서.
75. ↑  Crouch, C. L. (2009). 《War and Ethics in the Ancient Near East: Military Violence in Light of Cosmology and History》 1판. De Gruyter. doi:10.1515/9783110223521. ISBN 978-3110223514.
76. ↑  Singer, Isidore (1901). 《The Jewish encyclopedia: a descriptive record of the history, religion, literature, and customs of the Jewish people from the earliest times to the present day》 2004 reprint판. Cornell University Library. ISBN 978-1112115349.
77. ↑  Aharon Kempinski, "Tel Masos: Its Importance in Relation to the Settlement of the Tribes of Israel in the Northern Negev," Expedition Magazine vol. 20, issue 4 1978.
78. ↑  Mattingly 2000, 49쪽.
79. ↑  니심 암잘라그, "A Metallurgical Perspective on the Birth of Ancient Israel," Entangled Religions 12.2 (2021)
80. ↑  Bruins, Hendrik J. (2022). 《Masseboth Shrine at Horvat Haluqim: Amalekites in the Negev Highlands-Sinai Region? Evaluating the Evidence》 (PDF). 《Negev, Dead Sea and Arava Studies》 14. 121–142쪽.
81. ↑  Including Rashi
82. ↑  “Genesis 14 Gill's Exposition”. 《Biblehub.com》. 2024. 2024년 2월 12일에 원본 문서에서 보존된 문서.
83. ↑  Easton 1894, 35, Am'alekite쪽.
84. 1 2  Watson 1832, 50쪽.
85. ↑  Cox 1884, 125–126쪽.
86. ↑  Britt, Brian; Lipton, Diana; Soltes; Walfish, Barry Dov (2010). 〈Amalek, Amalekites. II. Judaism〉. 《Encyclopedia of the Bible and its Reception》. De Gruyter. ISBN 978-3-11-018355-9.
87. 1 2    - Masalha, Nur (2000). 《Imperial Israel and the Palestinians: the politics of expansion》. Pluto Press. 129–131쪽.
  - Stern, Josef (2004). 〈Maimonides on Amalek, Self-Corrective Mechanisms, and the War against Idolatry"〉.   Hartman, David; Malino, Jonathan W. 《Judaism and modernity: the religious philosophy of David Hartman》. Ashgate Publishing, Ltd. 360–362쪽.
  - Hunter, Alastair G. (2003). 〈Denominating Amalek: Racist stereotyping in the Bible and the Justification of Discrimination〉.   Bekkenkamp, Jonneke; Sherwood, Yvonne. 《Sanctified aggression: legacies of biblical and post-biblical vocabularies》. Continuum International Publishing Group. 99–105쪽.
88. ↑  Horowitz, Elliott (2018). 《Reckless Rites: Purim and the Legacy of Jewish Violence》. 프린스턴 대학교 출판부. 1–7쪽. ISBN 978-0-691-19039-6.
89. ↑  Roth, Daniel. "Shabbat Zachor: "Remember what Amalek did to you!" But why did he do it? Can we reconcile with our eternal sworn enemies?" Pardes from Jerusalem, 18 Feb. 2018. Elmad by Pardes.
90. ↑  Zaimov, Stoyan (2017년 4월 29일). “ISIS a Reenactment of Biblical War Between Israel and the Amalekites, Military Analysts Say”. 《Christian Post》. 2021년 4월 16일에 원본 문서에서 보존된 문서.
91. 1 2  Koperwas, Josh. “Destroying Amalek: Removing Doubt & Insecurity”. 《Sefaria》. 2024년 1월 23일에 원본 문서에서 보존된 문서.
92. 1 2  “Esther 3 Cambridge Bible for Schools and Colleges”. 《Biblehub》. 2023년 7월 2일에 원본 문서에서 보존된 문서.
93. ↑  Finley, Mordecai (2018년 2월 21일). “Unmasking Purim, Fighting Amalek: Behind the whimsy of this holiday lie some deep lessons for living”. 《Jewish Journal》. 2018년 2월 22일에 확인함.
94. ↑   Hirsch, Emil; Seligsohn, M.; Schechter, Solomon (1904). 〈HAMAN THE AGAGITE〉.   Singer, Isidore;  외. 《The Jewish Encyclopedia》 6. New York: Funk & Wagnalls. 189–190쪽. Retrieved 13 February 2017
95. ↑  Paczkowski, Mieczysław (2014). 《Amalek and the amalekites in the ancient christian literature》. 《Teologia i Człowiek》 26. 137–155쪽. doi:10.12775/TiCz.2014.021 – ResearchGate 경유.
96. ↑  “Exodus 17 Gill's Exposition”. 《Biblehub.com》. 2024. 2024년 2월 12일에 원본 문서에서 보존된 문서.
97. ↑  “1 Chronicles 4 Keil and Delitzsch OT Commentary”. 《Biblehub.com》. 2024. 2024년 2월 12일에 원본 문서에서 보존된 문서.
98. ↑  Jenkins, Philip (2013). 《Laying Down the Sword: Why We Can't Ignore the Bible's Violent Verses》. HarperCollins Religious US. ISBN 978-0061990724.
99. ↑  Athamina, Khalil (2005). 《Abraham in Islamic Perspective Reflections on the Development of Monotheism in Pre-Islamic Arabia》. 《Der Islam》 81. 193–196쪽. doi:10.1515/islm.2004.81.2.184. S2CID 170567885 – De Gruyter 경유.
100. ↑  Eynei Kol Ḥai, 73, on Sanhedrin 96b. Also Minchat Chinuch, parshat Ki Tetze, mitzvah 434.
101. ↑  Goldberg, Jeffrey (2004년 5월 24일). “Among the Settlers”. 《The New Yorker》. 2023년 11월 14일에 확인함.
102. ↑  Lanard, Noah. “The Dangerous History Behind Netanyahu's Amalek Rhetoric”. 《Mother Jones》. 2023년 11월 15일에 확인함.
103. 1 2 3  Elliott Horowitz (2018). 《Reckless Rites: Purim and the Legacy of Jewish Violence》. 프린스턴 대학교 출판부. 2–4쪽.
104. ↑  Nur Masalha. 《Imperial Israel and the Palestinians》. 플루토 프레스. 113쪽.
105. 1 2  《Defining Israel:The Jewish State, Democracy, and the Law》. 히브리 연합 대학 출판부. 281쪽.
106. ↑  “Netanyahu invokes 'Amalek' narrative in speech about expanding ground operation in Gaza”.
107. ↑  “PM's office says it's 'preposterous' to say his invoking Amalek was a genocide call”. 《Times of Israel》. 2024년 1월 16일.
108. ↑  “Harsh Israeli rhetoric against Palestinians becomes central to South Africa's genocide case”. 《Associated Press》. 2024년 1월 18일.

## 더 읽어보기
- Sagi, Avi (1994). The Punishment of Amalek in Jewish Tradition: Coping with the Moral Problem, Harvard Theological Review Vol.87, No.3, p. 323-46.
- Horowitz, Elliott. (1999). "From the Generation of Moses to the Generation of the Messiah: The Jews Confront “Amalek” and his Incarnations", Zion Vol. 64(4), 425–454. http://www.jstor.org/stable/23563945